# Ден на независимостта на Полша
Ден на независимистта (на полски: Narodowe Święto Niepodległości) e национален празник на Полша, честван на 11 ноември.
На този ден се отбелязва възстановяването на независимостта на Полша през 1918 г. след период от 123 години, в който е разделена между Руската империя, Кралство Прусия и Австро-Унгария.

## Исторически контекст
Официално независимостта на Полша е обявена на 7 октомври 1918 г., когато Регентският съвет официално отхвърля зависимостта на страната от държавите-окупатори. Знаково значение обаче придобива датата 11 ноември. В нощта на 10 срещу 11 ноември 1918 г. във Варшава пристига маршал Юзеф Пилсудски, освободен от затвора в Магдебург. Той сключва споразумение с германския военен съвет, по силата на което немските трябва да напуснат територията на Полша, като оставят цялата си военна техника в ръцете на новосформираната полска армия. На 11 ноември Регентският съвет поверява на Пилсудски командването на военните формации, а на 14 ноември – всички свои правомощия. На 16 ноември Главнокомандващият на полската армия издава официална нота, адресирана до САЩ, Великобритания, Франция, Италия, Япония, Германия и други държави, с която заявява волята на полския народ да възстанови своята държава в съгласие с принципите на демокрацията.

## Честване на 11 ноември

### Между световните войни
До 1936 г. 11 ноември няма характера на национален празник. Датата се отбелязва с военни тържества в първата неделя след 11 ноември. За първи път е чествана на 14 ноември 1920 г., когато във връзка с победата в Полско-съветската война Юзеф Пилсудски е удостоен със звание маршал. През следващата година във връзка с празника е възстановен орденът на Белия ореп. Опити да се придаде национално значение на празника се правят след майския преврат от 1926 г. Той се свързва символично с култа към фигурата на Пилсудски и традицията на полското легионерско движение и става важен елемент от пропагандата на санационното правителство. От 1926 г. Денят на независимостта се чества с военни паради, в които Маршалът неизменно участва до смъртта си през 1935 г. Крайните леви и националистични политически групи демонстративно не участват в тържествата. На 23 април 1937 г. датата 11 ноември е обявена за национален празник, като в официалното постановление се подчертава, че денят е избран като „свързан за вечни времена с името на Юзеф Пилсудски, победният Водач на народа в борбата за Свободно Отечество“.

### Втора световна война
В периода на германската окупация честванията на 11 ноември се организират от полската съпротива като форма на саботаж. В навечерието на празника се разпространяват афиши и листовки, а по стените на сградите се появяват надписи „Полша е жива“, „Полша ще победи“, „Полша се бори“, „Полша още не е загинала“ или главно Р, завършващо с котва – символа на Армия Крайова. Единственото официално отбелязване на празника се провежда през 1944 г., едновременно в Москва и Люблин.

### Полска народна република
На 22 юли 1945 г. е издаден декрет, с който честването на 11 ноември като национален празник се отменя. Партийната пропаганда интерпретира традицията да се отбелязва Денят на независимостта като реакционна. Той бива заменен от Националния празник на полското възраждане – 22 юли, годишнината от датата, на която е обявен Манифестът на просъветския Полски комитет за национално освобождение. През 70-те години на Гроба на незнайния воин се провеждат патриотични манифестации, свързани с Деня на независимостта, които властите възприемат като нелегални. В периода на своята легална дейност (1980 – 1981) „Солидарност“ се стреми да възстанови в традицията за честване на борбата за независимост.

### След 1989 година
Честването на 11 ноември като национален празник е възстановено с решения на Сейма от 15 февруари 1989 г. Оттогава денят се отбелязва тържествено с военна церемония с участието на държавния глава, както и с публични тържества в различни градове и региони. Организират се различни инициативи като концерти, исторически възстановки, маратони и др. Наред с традиционната почит към фигурата на Юзеф Пилсудски и полските легиони се отдава чест и на цялостната борба за независимост.